# U 3501
U 3501 war ein deutsches U-Boot vom Typ XXI. Kiellegung war am 19. März 1944 auf der Schichauwerft in Danzig. In Dienst gestellt bei der 8. Flottille (Danzig) wurde es am 29. Juli 1944 unter Kapitänleutnant Helmut-Walter Münster. Es wurde im weiteren Verlauf als Schulungsboot benutzt, bis es nach einem Bombentreffer als Stromlieferant benutzt wurde. Am 5. Mai 1945 wurde U 3501 bei Wesermünde selbst versenkt.